# Олівер Маклін
Олівер Маклін (19 травня 1998 , Глазго ) — новозеландський веслувальник, срібний призер Олімпійських ігор 2024 року.

## Виступи на Олімпіадах
| Олімпіада  | Дисципліна | Місце |
| ---------- | ---------- | ----- |
| Париж 2024 | четвірки   | 2     |